# Красный Пахарь (Курский район)
Красный Пахарь — хутор в Курском районе Курской области России. Входит в состав Лебяженского сельсовета.

## География
Хутор находится в центральной части Курской области, в пределах южной части Среднерусской возвышенности, в лесостепной зоне, на правом берегу реки Млодати, на расстоянии примерно 14 километров (по прямой) к юго-востоку от города Курска, административного центра района и области. Абсолютная высота — 178 метров над уровнем моря.
Климат
Климат характеризуется как умеренно континентальный, с относительно жарким летом и умеренно холодной зимой. Среднегодовая температура воздуха — 5,5 °С. Средняя температура воздуха самого тёплого месяца (июля) — 18,7 °C (абсолютный максимум — 37 °С); самого холодного (января) — −9,3 °C (абсолютный минимум — −35 °С). Безморозный период длится около 152 дней. Среднегодовое количество атмосферных осадков составляет 587 мм, из которых 375 мм выпадает в период с апреля по октябрь. Снежный покров образуется в первой декаде декабря и держится в среднем 125 дней.
Часовой пояс
Хутор Красный Пахарь, как и вся Курская область, находится в часовой зоне МСК (московское время). Смещение применяемого времени относительно UTC составляет +3:00.

## Население
| 2002 | 2010 |
| ---- | ---- |
| 48   | ↗55  |

Половой состав
По данным Всероссийской переписи населения 2010 года в половой структуре населения мужчины составляли 50,9 %, женщины — соответственно 49,1 %.
Национальный состав
Согласно результатам переписи 2002 года, в национальной структуре населения русские составляли 100 %.

## Инфраструктура
Личное подсобное хозяйство. В хуторе 25 домов.

## Транспорт
Красный Пахарь находится в 4,5 км от автодороги межмуниципального значения 38Н-416 (Курск — Петрин), на автодороге 38Н-048 (2-е Букреево — Хоружевка — Смородное), в 8,5 км от ближайшего ж/д остановочного пункта Заплава (линия Клюква — Белгород).
В 106 км от аэропорта имени В. Г. Шухова (недалеко от Белгорода).